# کایان، ارمنستان
کایان (به ارمنی: Կայան) یک روستا در ارمنستان است که در استان تاووش واقع شده‌است.  در  کیلومتری شمال ایجوان، مرکز استان تاووش واقع شده است. در ۳ کیلومتری روستای آیگهوویت قرار گرفته است.

## خصوصیات
کایان ۲۷۸ نفر جمعیت دارد در ارتفاع ۵۰۰ متر (۱٬۶۰۰ پا) بالاتر از سطح دریا واقع شده‌است.  در  کیلومتری شمال ایجوان، مرکز استان تاووش واقع شده است.